# American Numismatic Association
L'American Numismatic Association (ANA) est une organisation fondée en 1891 par le Dr George F. Heath. Située à Colorado Springs, au Colorado, elle a été créée pour faire progresser les connaissances en numismatique sur les plans éducatif, historique et scientifique, ainsi que pour renforcer l'intérêt pour ce passe-temps.
L'ANA compte plus de 24 000 membres individuels qui bénéficient de nombreux avantages, tels que des réductions, l'accès aux fonctions du site web et la revue mensuelle The Numismatist. Le siège de l'ANA à Colorado Springs abrite ses bureaux administratifs, sa bibliothèque et son musée de l'argent. L'ANA a reçu une charte fédérale du Congrès des États-Unis en 1912.
Un conseil d'administration est responsable de l'ANA. De nombreux comités consultatifs contribuent à son bon fonctionnement. L'ANA dispose d'un programme de jeunes numismates destiné à promouvoir l'intérêt des jeunes. L'ANA a tenu des conventions annuelles dans tout le pays la plupart des années depuis 1891, avec deux par an depuis 1978. Le prix Farran Zerbe Memorial Award (en) est décerné aux membres les plus dévoués. L'ANA dispose également d'un Hall of Fame numismatique.

## Histoire
Le Dr George F. Heath de Monroe, au Michigan, a acquis des connaissances sur l'histoire du monde en étudiant sa collection de pièces de monnaie. L'obscurité de sa communauté était un obstacle à l'obtention de certains spécimens et rendait difficile la rencontre avec ses confrères numismates. En 1888, il imprime, publie et distribue un dépliant de quatre pages, NUMISMATIST, dans lequel il énumère ses besoins en pièces de monnaie, annonce les doubles à vendre et aborde des sujets numismatiques,. 
Cette publication naissante a trouvé de nombreux amis parmi d'autres collectionneurs isolés. Alors que la liste des abonnés de Heath s'allongeait, le besoin d'une organisation nationale de numismates se faisait sentir. Le numéro de février 1891 de The Numismatist contenait une question : « Quel est le problème d'avoir une association numismatique américaine ? ». Une déclaration de suivi a été incluse : « Il n'y a rien de tel que l'alliance des activités similaires pour stimuler la croissance et l'intérêt »,,.
Les 7 et 8 octobre 1891, cinq hommes — Heath, William G. Jerrems, David Harlowe, J.A. Heckelman et John Brydon — détenant 26 procurations, se sont réunis à Chicago avec 61 membres fondateurs. Le résultat a été la fondation de l'ANA, qui est devenue depuis la plus grande organisation numismatique à but non lucratif du monde. Heath a ensuite lancé l'idée d'une convention numismatique, où les membres pourraient établir des contacts personnels avec d'autres numismates. La première convention a eu lieu en 1891, puis chaque année jusqu'en 1895, et ensuite en 1901 et 1904. Après la convention de 1907 à Columbus, en Ohio, il a été décidé de tenir des conventions annuelles par la suite.
Le 16 juin 1908, le Dr Heath est décédé subitement. Farran Zerbe, alors président, a pris en charge la rédaction et la publication de The Numismatist, et a rapidement acheté la publication aux héritiers de Heath. En 1911, W.C.C. Wilson de Montréal, au Québec, au Canada, achète The Numismatist à Zerbe et le présente à l'ANA. Depuis lors, le magazine appartient à l'ANA et est publié mensuellement par cette dernière.
Le 9 mai 1912, l'ANA a acquis une notoriété nationale en se voyant accorder une charte fédérale signée par le président William H. Taft.  En 1962, un amendement visant à rendre la charte permanente et à permettre un conseil d'administration plus important a été introduit et adopté par le Congrès et signé par John F. Kennedy le 10 avril 1962. L'amendement a été présenté par le membre du Congrès Wilbur Mills (en) et le sénateur John L. McClellan, tous deux de l'Arkansas.
Un fonds pour la construction du siège national de l'ANA a été créé le 29 avril 1961. Un site à Colorado Springs, au Colorado, a été choisi pour accueillir le siège social et une cérémonie d'inauguration a eu lieu le 6 septembre 1966. Le 20 décembre, l'objectif de 250 000 dollars du fonds de construction a été atteint et le nouveau siège a été inauguré officiellement le 10 juin 1967.

## Siège social
L'administration de l'ANA opère depuis son siège de Colorado Springs. Le journal mensuel de l'ANA, The Numismatist, y est produit ; son rédacteur en chef est Caleb Noel,. De nombreux articles sont rédigés par des membres de l'ANA. L'établissement abrite la plus grande bibliothèque numismatique en circulation au monde. Des livres, des programmes de diapositives éducatifs et des bandes vidéo didactiques sont prêtés aux membres sans frais autres que les frais de port et d'assurance. L'ANA compte de nombreux membres de clubs affiliés dans tous les États-Unis, tels que le Beverly Hills Coin Club et le Chicago Coin Club,,.
Le siège de l'ANA abrite le Musée de la monnaie de l'ANA, qui comprend plus de 250 000 objets couvrant l'histoire de la numismatique, depuis la première invention de la monnaie jusqu'à nos jours. La collection Harry W. Bass (en) comprend des pièces d'or américaines, des pièces à motif expérimental et du papier-monnaie,. Le musée propose également des expositions temporaires sur la monnaie dans les domaines de l'histoire, de l'art, de l'archéologie, de la banque et de l'économie, ainsi que sur la numismatique. Les membres peuvent étudier les objets exposés et, sur demande préalable, utiliser d'autres matériels du musée à des fins de recherche,,.
Fin décembre 2011, Steven Contursi a fait don d'un demi-dime de 1792 au musée de l'argent de l'ANA. La pièce, achetée pour 220 000 dollars, a été donnée sans conditions. Il a déclaré : « Ce don est ma façon de rendre à l'ANA les choses merveilleuses qu'elle fait pour les collectionneurs ».